# Tetrastichus dipterae
Tetrastichus dipterae is een vliesvleugelig insect uit de familie Eulophidae. De wetenschappelijke naam is voor het eerst geldig gepubliceerd in 1956 door Risbec.